# Bojarská svatba
Bojarská svatba je opera o třech jednáních českého skladatele Karla Weise na vlastní libreto zpracované z čtyřaktového dramatu německého spisovatele a dramatika Ludwiga Ganghofera.

## Vznik a historie díla

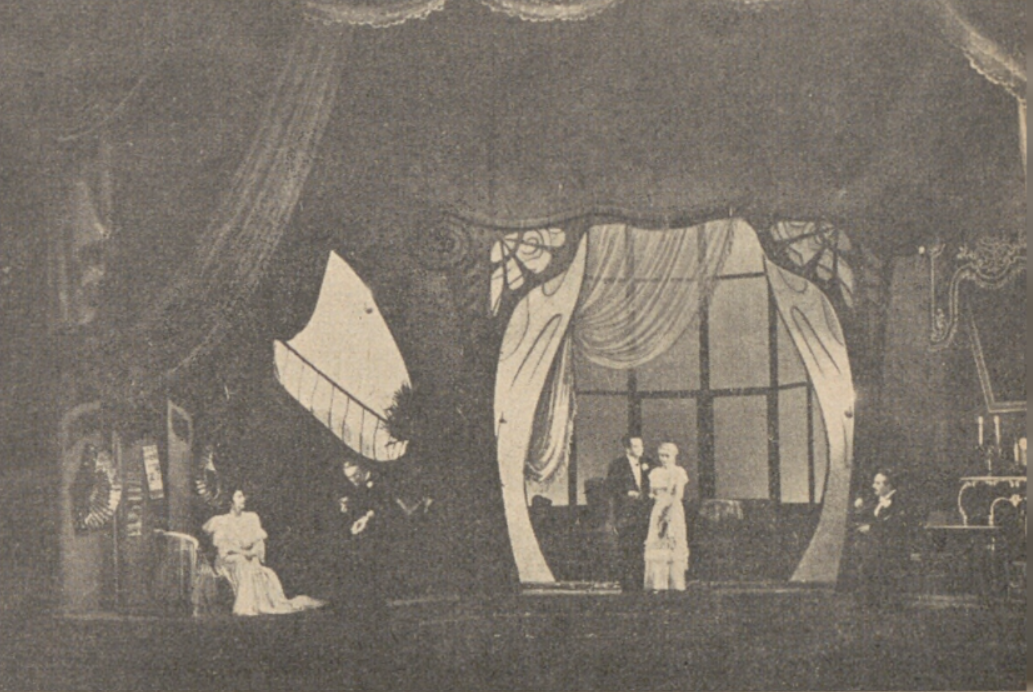
Bojarská svatba (Národní divadlo, 1943)

Karel Weis napsal svou poslední operu v letech 1916-1917 a usiloval o její uvedení v pražském Národním divadle. Dobová situace v divadle ani obecná společenská atmosféra pro to však nebyly příznivé. Činitelé Národního divadla sledovali Weisovu aktivitu jako skladatele oper a operet zaměřených na německé obecenstvo s nevolí. V této době (1917) byla po delších průtazích uvedena bez většího ohlasu opera Blíženci (přepracovaná verze Violy z roku 1892) napsaná na český text, Národní divadlo však stále neuvedlo Polského žida a i uvedení Lešetínského kováře se několik let táhlo; nakonec byl uveden až roku 1920.
Bojarskou svatbu Národní divadlo přímo odmítlo, neboť se jednalo opět o operu komponovanou na německé libreto, a navíc na námět Ludwiga Ganghofera, který platil za zvláštního oblíbence německého císaře Viléma II. a v té době působil jako vojenský zpravodaj a autor oficiální válečné propagandy. Weis si však odmítnutí vysvětloval žárlivostí svého přítele a spolužáka, šéfa opery Národního divadla Karla Kovařovice: „V Národním divadle by měla Bojarská svatba ohromný úspěch a byla by zabila Psohlavce a toho se Kovařovic bál.“ Avšak ani k uvedení v Berlíně či ve Vídni nedošlo, ač o ně skladatel usiloval.
Premiéra Bojarské svatby se tak konala až o čtvrt století později, za druhé světové války, totiž 18. února 1943 v pražském Národním divadle. V té sobě bylo Karlu Weisovi 82 let (opera byla nastudována k jeho narozeninám) a byl uznávanou osobností zejména díky své činnosti při sběru a vydávání českých lidových písní. Opera již byla považována za zastaralou a její úspěch byl spíše zdvořilostní. Dosáhla sedmi repríz a od té doby již nebyla uvedena.
Jedná se o operu konverzačního typu. Ve zpěvních hlasech převažuje rozmáchlá deklamace. Hudební těžiště je v orchestru, který barvitě podmalovává dějové situace. Řada folklórně založených scén (rumunský národní tanec „hora“, cikánská hudba) slouží k vystižení lokálního koloritu rozhodujícího pro atmosféru celé opery.

## Osoby a první obsazení
| osoba                                                                    | hlasový obor | premiéra (18.2.1943) |
| ------------------------------------------------------------------------ | ------------ | -------------------- |
| Sánda, dcera cikánského muzikanta                                        | soprán       | Ludmila Červinková   |
| Aristide Notára, bojar na zámku Valeni, její ženich                      | bas          | Josef Munclinger     |
| Bárbu, Sándin otec                                                       | bas          | Eduard Haken         |
| Démeter Fortunát, bojar na zámku Benesti                                 | baryton      | Josef Křikava        |
| Adéla, jeho choť                                                         | mezzosoprán  | Marie Veselá         |
| Jonel, jejich syn                                                        | tenor        | Jindřich Blažíček    |
| Míhai Bogdán, bývalý ministr                                             | bas          | Karel Kalaš          |
| Zoe, jeho choť                                                           | soprán       | …                    |
| Pía, jejich dcera                                                        | soprán       | Marie Budíková       |
| Pántasi Čuku, státní návladní                                            | baryton      | Zdeněk Otava         |
| Rémus Aldeánu, prefekt                                                   | baryton      | Emil Bergmann        |
| Lydia, jeho choť                                                         | soprán       | Miloslava Fidlerová  |
| Oléscu, vydavatel časopisu Tromba                                        | tenor        | Oldřich Kovář        |
| Drágoš, kovář                                                            | bas          | Jaroslav Veverka     |
| Velík, starosta                                                          | tenor        | Adolf Slunéčko       |
| Konstantin, starý sedlák                                                 | bas          | Václav Šimek         |
| Bresco, bankovní agent                                                   | bas          | Václav Nouzovský     |
| Aléxe, komorník u Fortunátů                                              | bas          | František Anelt      |
| Joán, sloužící u Fortunátů                                               | tenor        | Jaroslav Rohan       |
| Morúzzi, policejní komisař                                               | tenor        | Antonín Novotný      |
| Jánku, sloužící u Bogdánů                                                | baryton      | František Jásek      |
| Panští a svatební hosté, sedláci, selky, lid, stráž, cikáni              |              |                      |
| Dirigent: Milan Zuna, režisér: Miloš Wasserbauer, scéna: Zdeněk Rossmann |              |                      |

## Děj opery

### 1. dějství
Bojara Fortunata na jeho statku Benesti vyhledal bankovní agent Bresco, aby mu připomněl splatnost jeho značných dluhů. Bojar je ale bez starostí: právě se vrátil jeho syn Jonel, který v cizině vystudoval na advokáta, a má si brát Piu, dceru bývalého ministra Bogdana a nejbohatší nevěstu v kraji. S touto perspektivou banka tedy ještě posečká.
Ještě předtím se má konat jiná svatba, o které si povídají Jonel a státní návladní Čuku. Starý bojar Notara si má brát cikánské děvče Sandu, o které se již dlouho staral a která se vrací z pensionátu. Jonel vzpomíná na setkání se Sandou, když byl jako dítě na návštěvě na Notarově panství. Skupina cikáňat se proháněla po hřbitově, a když chtěl Jonel jednoho z hochů ztrestat bičíkem, uhodila jej Sanda kamenem do hlavy. Když přišel opět k sobě, cítil ještě polibek, který mu Sanda na omluvu vtiskla.
Mnozí přicházejí uvítat navrátivšího se Jonela. Je tu i cikánská muzika vedená Sandiným otcem Barbou, ten se však nezná k dceři, jež se chce pro peníze provdat za starého boháče. Mizí, když se dostaví samotná Sanda. Z rozhovoru s ní Jonel poznává, že jej cikánka miluje, ale svůj nadcházející sňatek omlouvá touhou po blahobytu. Po Sandě zase beznadějně touží nevzhledný a hrbatý návladní Čuku. Návladní nyní vysvětluje Jonelovi důvody, proč je nutný jeho sňatek s Piou, a mladý advokát neváhá pro záchranu rodného statku otcovu přání vyhovět.
Nakonec přicházejí k Jonelovi i místní sedláci v čele s Dragošem. Vítají jej lidovou hudbou, ale současně si stěžují na hrabivost Notara, který vyhrál soudní spor o majetek se sedláky. Jonel lidu slibuje, že je bude zastupovat při revizi procesu.

### 2. dějství
Zimní zahrada na zámku Valeni, sídle bojara Notara. Je po svatebním obřadu a návladní Čuku pronáší poněkud jízlivý přípitek novomanželům Notarovi a Sandě. Zatímco starý bojar a návladní se dávají do pitky, veselice pokračuje na zahradě, kde sedláci tančí rumunský národní tanec „horu“. Slavnosti jsou přítomni i Pia a Jonel, kteří si po straně vyznávají lásku. To vidí Sanda, která Jonela stále miluje. Když e Pia vydá domů, strhne si vášnivá cikánka svatební věnec i snubní prsten a pokouší se Jonela svést, ten ale odolá a odchází. Dostaví se naopak Sandin otec Barbu a vypráví jí o tom, jak dal Notar kdysi její matku ubičovat k smrti pod jabloní právě v této zahradě. Barbu dnes hodlá pod tímto stromem celou noc stát a hrát oblíbenou píseň své ženy. S rozrušenou Sandou mluví podnapilý Čuku, který má u sebe „nápoj zapomnění“ – jediná kapka do poháru zaručí člověku krásné sny, několik kapek by však mohl být jed. Rozlícená Sanda vytrhne Čukovi lahvičku a vyprázdní její obsah do vína. Zatímco v pozadí začíná Barbu hrát na housle matčinu píseň, přiklopýtá opilý Notar, a než mu v tom Sanda stačí zabránit, číši s vínem jedním lokem vyprázdní. Jed působí rychle, bojar klesá a umírá. Sanda marně přivolává pomoc.

### 3. dějství
Dům ministra Bogdana. Jonel a Pia slaví zasnoubení. Mladý advokát své snoubence na její přání v klidném koutě skládá milostnou báseň. Rodinnou idylu naruší rebelující sedláci vedení Dragošem; prohráli opět soudní při se Sandou jakožto Notarovou dědičkou a kladou to za vinu Jonelovi. Fortunatovi se je prozatím podaří dostat z domu. Jedním z hostů na zásnubách je i redaktor Olescu, který vypráví, že Sanda je podezřelá z vraždy svého manžela. Návladní Čuku to potvrzuje a dávává, že již zřejmě byla zatčena. V tom vchází samotná Sanda ve vdovském šatě. Společnost se jí vyhýbá, jen Pia ji vítá, přesvědčena o její nevině. Sanda na dívku ale stále žárlí a prozrazuje jí, že si ji její snoubenec bere jen pro peníze. Schová se po straně, zatímco Jonel přichází přednést svou báseň- Pia ji vyslechne chladně a vyptává se Jonela. Ten musí připustit, že jejich sňatek dohodli rodiče s ohledem na věno nevěsty, ale ujišťuje ji, že se do ní pravdivě zamiloval.
Čuku mezitím vyhledá Sandu a vyhrožuje jí, že nebude-li mu nyní po vůli, dosvědčí před soudem, že svého manžela otrávila. Sanda Čukua odmítá a ten ji chce předat policii. Do zámku napodruhé pronikne rozlícený dav hledající Jonela, a když se advokát objeví, Dragoš se po něm vrhne s nožem. Ráně se v cestu postaví Sanda. Probodnuta umírá v náručí Barbua a Pii. Dragoš vystřízliví a hodlá se vydat spravedlnosti, prosí ale o milost pro ostatní. Jonel slibuje lidu pomoc a smiřuje se s Piou. Snoubenci zanechávají minulost za sebou a kráčejí vstříc novému životu.